# Le Faucon de Malte
Cet article concerne le roman. Pour les adaptations, voir Le Faucon maltais.
Le Faucon de Malte (titre original : The Maltese Falcon), réédité sous le titre  Le Faucon maltais, est un roman policier de Dashiell Hammett, publié en 1930. Il s'agit d'un des chefs-d'œuvre du roman noir.
Traduit pour la première fois en français en 1936, le roman a pour héros Sam Spade, également présent dans trois nouvelles du même auteur. Ce personnage est préfiguré dans les précédents romans de Hammett par le détective anonyme surnommé fréquemment le Continental Op. Le détachement de Sam Spade, son attention au moindre détail, et sa détermination à rendre la justice selon une conception toute personnelle font de lui l'archétype de la figure du détective privé dans le genre du hardboiled et du roman noir. Homme désillusionné, c'est un témoin privilégié de la misère, du vice et de la corruption, qui se laisse pourtant toujours diriger par un idéalisme décalé, source de sa volonté de toujours aller au bout de ses enquêtes, à l'instar, quelques années plus tard, du héros de Raymond Chandler, Philip Marlowe, inspiré de Spade.
Le roman a été adapté plusieurs fois au cinéma, notamment, en 1941, par John Huston, dans le film Le Faucon maltais, avec Humphrey Bogart dans le rôle de Sam Spade.

## Résumé

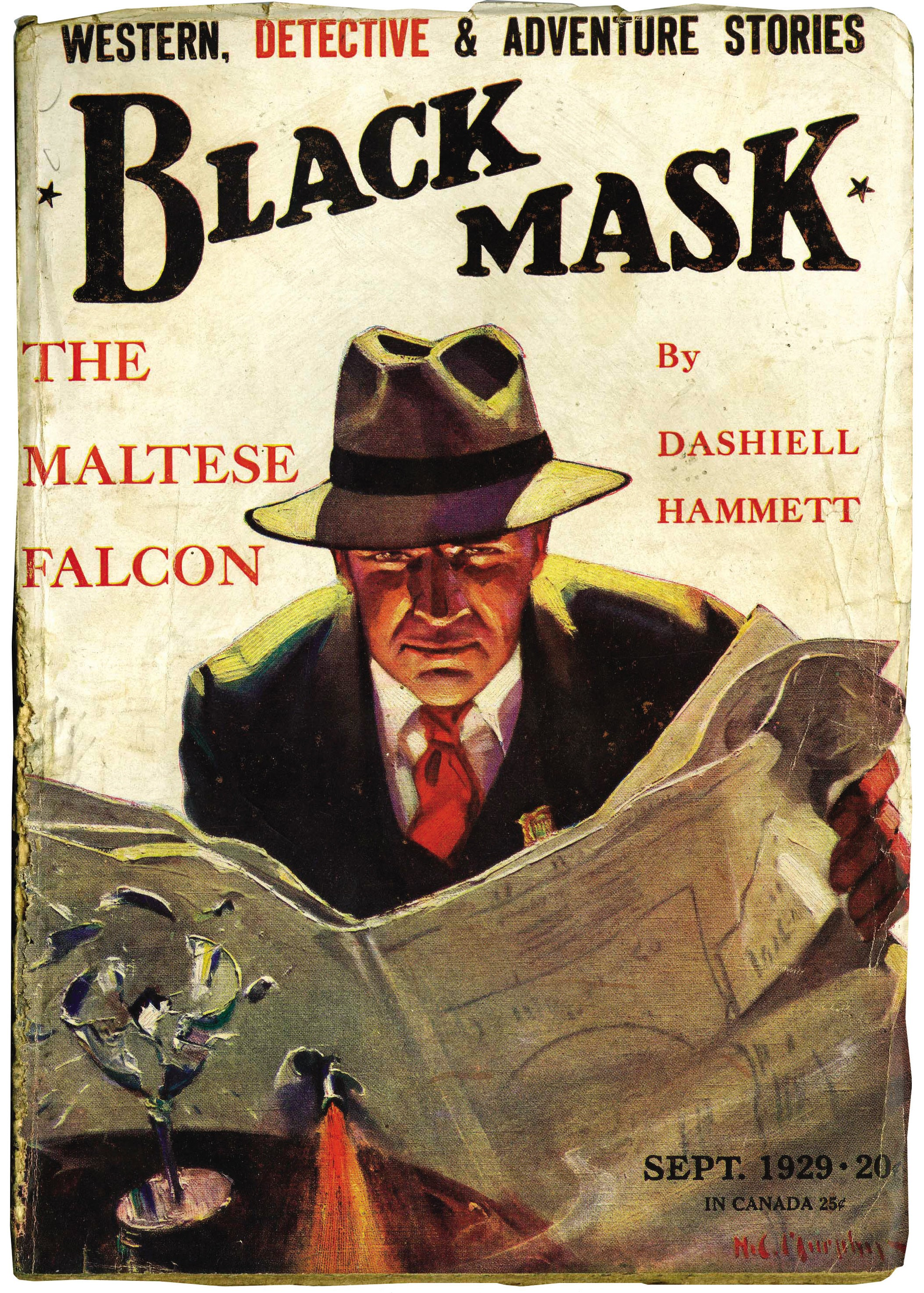
Sam Spade.
Illustration d'Henry C. Murphy, Jr. pour la publication initiale du Faucon de Malte dans le pulp Black Mask (septembre 1929).

Sam Spade est approché par une certaine Miss Wonderly, qui lui demande de suivre un homme, Floyd Thursby, avec qui sa sœur se serait enfuie. Spade ne s'occupe pas personnellement de l'affaire, son associé Miles Archer accepte de s'en charger. Dans la nuit, Spade est réveillé par le téléphone. Le policier Tom Polhaus lui annonce que Miles a été tué pendant sa filature. Spade demande à Effie, sa secrétaire, de prévenir la femme de Miles, Iva. Puis il reçoit la visite de Polhaus et du lieutenant Dundy. Ils annoncent à Spade que Thursby a également été tué, et ne cachent pas leurs soupçons à son égard.
Le lendemain, Spade reçoit la visite d'Iva, avec laquelle il entretient une liaison. Il la renvoie sèchement, craignant que leur relation ne soit retenue contre eux dans la mort de Miles. Effie croit à la culpabilité d'Iva. Spade, lui, peine à retrouver Miss Wonderly, qui le contacte cependant depuis un autre hôtel, où elle réside sous le nom de Miss Leblanc. Spade lui rend visite : elle lui avoue s'appeler en réalité Brigid O'Shaughnessy et demande à Spade de l'aide. Elle révèle très peu de choses à Spade : qu'elle connaît Thursby, qu'ils sont venus ensemble de Hong Kong, qu'ils étaient associés dans une affaire mais qu'il l'avait trahie. Elle dit aussi ignorer qui a tué Thursby. Elle le paie enfin pour qu'il la protège.
Spade consulte également son propre avocat, Sid Wise, afin d'éviter que la police ne le mette en cause, ce qui compromettrait son enquête. De retour à son bureau, le détective reçoit Joel Cairo, un homosexuel qui lui offre cinq mille dollars pour retrouver une statuette d'oiseau noir. Le soir, en se rendant compte qu'il est suivi, Spade va à l'hôtel Belvedere voir Joel Cairo qui lui promet n'être pour rien dans cette filature, puis il sème son poursuivant et rend visite à Miss O'Shaughnessy. Elle admet connaître Cairo, mais semble inquiète que Spade puisse aider celui-ci. Elle accepte de rencontrer Cairo chez Spade. Là, ils révèlent s'être connus à Constantinople, et chercher tous deux l'oiseau noir. O'Shaughnessy évoque aussi un certain « G » qui pourrait être l'assassin de Thursby. À cet instant, Dundy et Polhaus frappent à la porte de Spade, qui leur ouvre sans les laisser entrer. Les deux policiers l'interrogent sur ses liens avec Iva Archer. Spade se défend de leurs soupçons, quand une dispute éclate entre Cairo et O'Shaughnessy : les policiers entrent et menacent d'embarquer tout le monde. Spade tente de minimiser la situation, ce qui exaspère Dundy qui le frappe. Polhaus empêche Spade de répliquer et les deux agents repartent. Cairo en profite pour s'éclipser aussi. Spade obtient de Miss O'Shaughnessy de nouveaux détails sur l'affaire : chargée par un Russe, Kemidov, de trouver la statuette de faucon, elle serait entrée en possession de l'objet à Constantinople avant que Thursby ne la trahisse. Mais Brigid admet ne pas dire toute la vérité, avant d'embrasser Spade...
Le lendemain, Spade fouille la chambre d'hôtel de Brigid, mais n'y trouve pas l'oiseau. Il laisse volontairement des traces avant de se rendre au Belvedere. Cairo est absent depuis la veille, mais Spade remarque le jeune homme qui le suivait : il a l'intuition de lui parler de « G ». Cairo revient vers midi et raconte avoir été interrogé toute la nuit par la police, sans avoir rien avoué. Spade rentre à son bureau où Iva et « G » ont appelé. Miss O'Shaughnessy est là : ayant constaté avec angoisse que sa chambre a été fouillée, Spade lui propose de la mettre à l'abri chez Effie. Laissé seul, Spade reçoit un appel de Casper Gutman qui lui propose de le voir un quart d'heure plus tard à l'hôtel Alexandria. Iva passe à ce moment, avoue avoir envoyé la police chez lui la veille et explique que son beau-frère Phil Archer les soupçonne. Spade l'envoie chez son avocat Sid avant de se rendre chez Gutman où il est accueilli par le jeune homme qui le suivait, Wilmer Cook. Spade affirme à Gutman qu'il travaille pour son compte, et Gutman de lui révéler le secret du faucon en échange de l'objet lui-même. Devant l'hésitation de Gutman, il part en feignant la colère. Spade rend visite à Sid qui lui apprend qu'Iva suivait son mari par jalousie juste avant son meurtre. De retour à son bureau, Spade apprend d'Effie que Miss O'Shaughnessy n'est pas venue chez elle. Spade retrouve le chauffeur de taxi de Brigid, qui affirme l'avoir conduite au port. Spade est ensuite abordé par Wilmer qui le ramène chez Gutman, après l'avoir désarmé. Gutman raconte l'histoire de la statuette, qui sous une couche de peinture dissimule un faucon en or incrusté de pierres précieuses, offert par l'ordre des Hospitaliers au roi d'Espagne, au XVIe siècle, rachetée par Gutman à Kemidov, mais dérobée par ses émissaires. Gutman propose 50 000 dollars, soit un quart de sa valeur, pour retrouver l'oiseau. Spade réalise alors qu'il vient d'être drogué, il fuit et se fait assommer par Wilmer.
Lorsque Spade se réveille, il retourne à son bureau et demande à Effie de consulter son cousin, professeur d'histoire, à propos de l'histoire du faucon. Spade rend ensuite plusieurs visites infructueuses : personne chez Brigid O'Shaughnessy, personne à l'Alexandria (où on l'informe que Gutman, sa fille Rhea et Wilmer Cook sont sortis), et personne au Belvedere. Là, il fouille néanmoins la chambre de Cairo et n'y trouve qu'un journal découpé. La coupure correspond aux arrivées de bateaux, notamment La Paloma. À son bureau, Effie apprend à Spade que l'histoire du faucon peut être vraie, et qu'un bateau brûle dans le port : La Paloma. Plus tard, Spade discute avec Polhaus et avec le District Attorney (procureur) qui l'a convoqué : la police semble partie sur de fausses pistes et Spade repart rassuré pour la tranquillité de son enquête.
Spade perd la trace des différents acteurs de l'histoire : il constate que Cairo a quitté le Belvedere, et apprend que Miss O'Shaughnessy a rencontré Gutman, Cairo et Cook avant l'incendie de La Paloma. Il raconte cela à Effie, au bureau, quand un homme agonisant entre. Touché de plusieurs balles, il meurt avant d'avoir pu dire un mot. Sous son bras, un colis : le faucon. À ce moment, le téléphone sonne : Miss O'Shaughnessy appelle à l'aide mais la communication est coupée. Spade part, et demande à Effie de prévenir la police sans mentionner la statuette, qu'il emporte avec lui. Il va mettre l'oiseau dans une consigne de la gare de Picwick et envoie le ticket par la poste vers une boîte dont il a la clé. Puis il se rend à l'endroit où Miss O'Shaughnessy est censée avoir besoin d'aide : sur place, il ne trouve que la fille de Gutman, Rhea, apparemment droguée, et qui l'envoie vers une fausse adresse. À son retour la fille est partie. Spade rentre alors chez lui, où l'attend Brigid. Ils rentrent dans l'appartement, où Gutman, Cairo et Cook les ont précédés et les attendent.
Spade négocie habilement. Gutman lui propose 10 000 dollars qu'il juge insuffisant mais, surtout, Spade réclame un bouc émissaire qu'il puisse livrer à la police en tant que coupable. Il propose Wilmer Cook, que Gutman et Cairo finissent par trahir. À sept heures du matin, Spade demande à Effie de lui ramener le faucon. Celui-ci se révèle finalement un faux en plomb. À ce moment, Wilmer s'échappe. Cairo et Gutman s'en vont aussi. Spade appelle alors Polhaus pour dénoncer le trio. Puis il obtient de Brigid des aveux complets : Wilmer Cook est l'assassin de Thursby, mais c'est elle qui a tué Miles Archer pour faire arrêter Thursby et s'en débarrasser avant que le faucon n'arrive par La Paloma, grâce à Jacobi, le capitaine du bateau. Devant Brigid incrédule, Spade annonce qu'il va la livrer à la police, parce qu'elle est coupable, et qu'il doit cela à Miles. Spade apprend aussi de la police que Gutman est mort de la main de Wilmer Cook. Dans la journée, Spade fait le bilan de l'affaire avec Effie, et reçoit la visite d'Iva...

## La moralité du «dur à cuire»
Dans Le Faucon de Malte, Hammett définit ou redéfinit bien des conventions du roman de détective hardboiled (« dur à cuire »), généralement assimilé au roman noir en français. Le personnage de Sam Spade n'est pas seulement dur, il est caractérisé par son cynisme et sa vision pleine d'amertume sur le monde qu'il fréquente. La police et les criminels pensent qu'il est corruptible, qu'il est du côté des gangsters, alors qu'il n'épargne jamais sa peine pour confondre les coupables. Brigid O'Shaughnessy incarne quant à elle la femme fatale classique. Les autres bandits (Gutman, Cairo) sont manipulateurs, égoïstes, sans autre préoccupation que leur propre profit.
Au contraire de certains détectives caractéristiques du hardboiled, nous n'avons toutefois ici aucune preuve claire de la vision morale de Spade. La parabole de Flitcraft, lointaine référence à Charles Sanders Peirce dans laquelle Spade essaie d'expliquer sa vision du destin et de son rôle à Brigid, n'est visiblement pas comprise par le personnage féminin - et sans doute en va-t-il de même pour la plupart des lecteurs.
D'autres comportements de Spade entretiennent ce flou moral. Au moment de l'assassinat de Miles Archer, Spade entretient une liaison avec sa femme Iva. Amoral ? Mais la conclusion du roman laisse deviner que Spade n'est pas si insensible à Iva qu'il l'a semblé tout au long de l'enquête.
Surtout, Spade conclut son enquête en faisant « le bon choix », mais ses motivations restent ambiguës. Après tout, ne trahit-il pas Brigid (et ce juste après l'avoir humiliée en la forçant à se dévêtir pour retrouver un billet dont il sait qu'elle ne l'a pas) ? Le fait-il parce qu'il n'y avait pas assez d'argent en jeu (« [...] plus d'argent aurait été un argument en ta faveur ») ? Sa fidélité à Miles, même mort, est-elle sincère (et n'est-elle pas contredite par le rapport à Iva) ? Autant d'interrogations qui contribuent à la complexité du détective, et à la force du personnage, mystérieux pour le lecteur autant que pour la police ou les bandits, imprévisible, et triomphant grâce à cela.

## Honneurs
Le Faucon maltais occupe la 10e place au classement des cent meilleurs romans policiers de tous les temps établi par la Crime Writers' Association en 1990.
Le Faucon maltais occupe la 2e place au classement des cent meilleurs livres policiers de tous les temps établi par l'association des Mystery Writers of America en 1995.
Le Faucon maltais occupe aussi la 56e place au classement des cent meilleurs romans de langue anglaise du XXe siècle établi par la Modern Library en 1998.

## Traductions françaises
- Édouard Michel-Tyl, Paris, Gallimard, coll. « Le Scarabée d'or », 1936
- Henri Robillot, Gallimard, Paris, Gallimard, coll. Série noire, 1950 (certaines rééditions sous le titre Le Faucon maltais)
- Pierre Bondil et Natalie Beunat, Gallimard, coll. Quarto-rom, 2009 (nouvelle traduction intégrale rétablissant le texte original sous le titre Le Faucon maltais)

## Adaptations cinématographiques
- 1931 : Le Faucon maltais (The Maltese Falcon), film américain réalisé par Roy Del Ruth, avec Ricardo Cortez dans le rôle de Sam Spade
- 1936 : Satan Met a Lady, film américain réalisé par William Dieterle, avec Warren William dans le personnage du détective privé rebaptisé Ted Shayne
- 1941 : Le Faucon maltais (The Maltese Falcon), film américain réalisé par John Huston, adaptation la plus connue de l’œuvre, avec Humphrey Bogart dans le rôle de Sam Spade
- 1969 : Istanbul, mission impossible (Target: Harry), film américain réalisé par Roger Corman, avec Vic Morrow dans le rôle du détective privé rebaptisé Harry Black

## Parodie
- Le Faucon de Pague, cadavre exquis écrit par Jean-François Vilar, Thierry Jonquet, Patrick Raynal, Didier Daeninckx, Tonino Benacquista, Daniel Picouly et Jean-Bernard Pouy, publié en feuilleton dans Le Nouvel Économiste, durant l'été 1993.